# Gruslöpare
Gruslöpare (Lionychus quadrillum) är en skalbaggsart som först beskrevs av Caspar Erasmus Duftschmid 1812.  Gruslöpare ingår i släktet Lionychus, och familjen jordlöpare. Enligt den finländska rödlistan är arten nära hotad i Finland. Arten är reproducerande i Sverige. Artens livsmiljö är ruderatmarker, vägrenar och banvallar.

## Bildgalleri

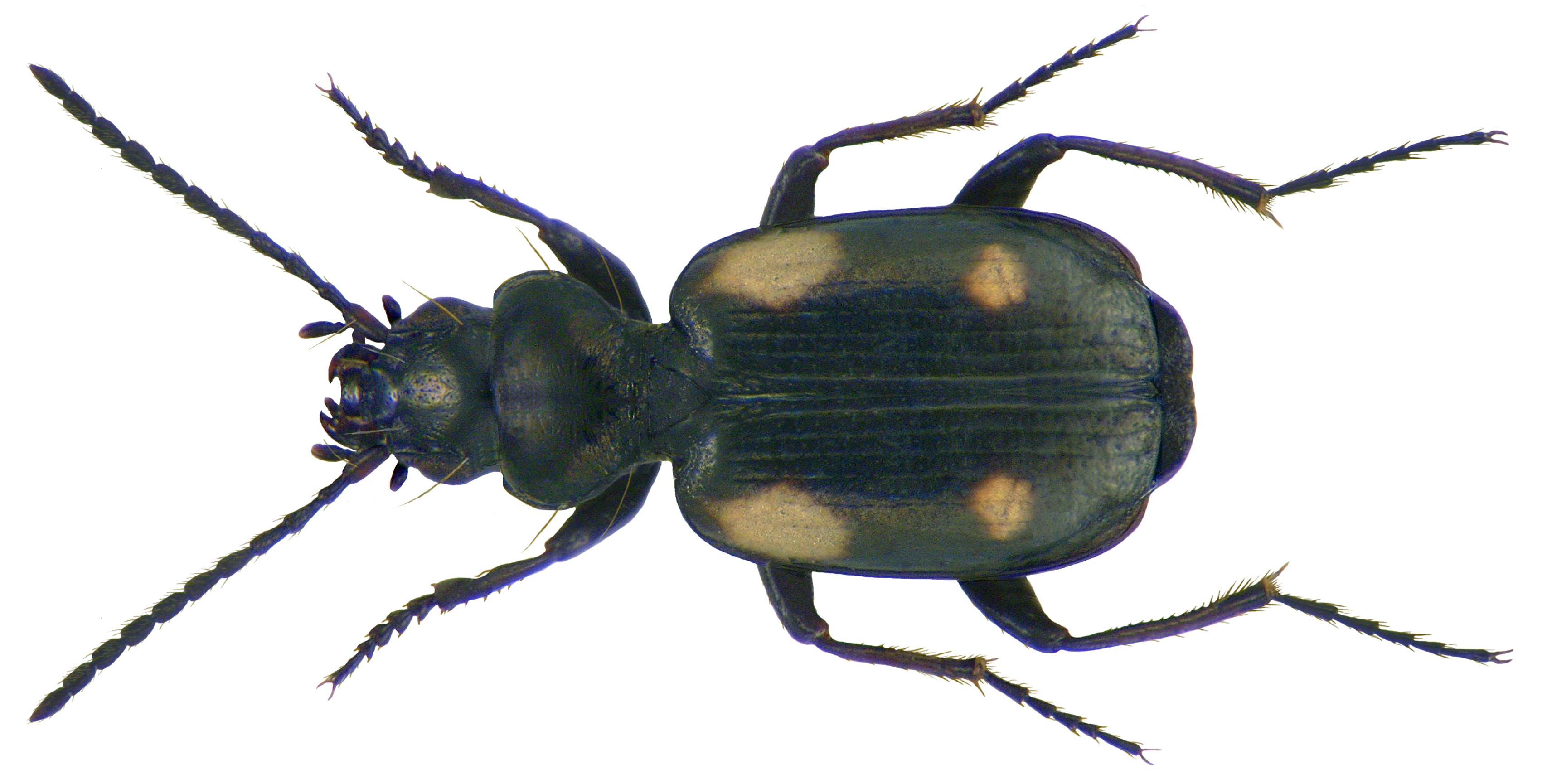
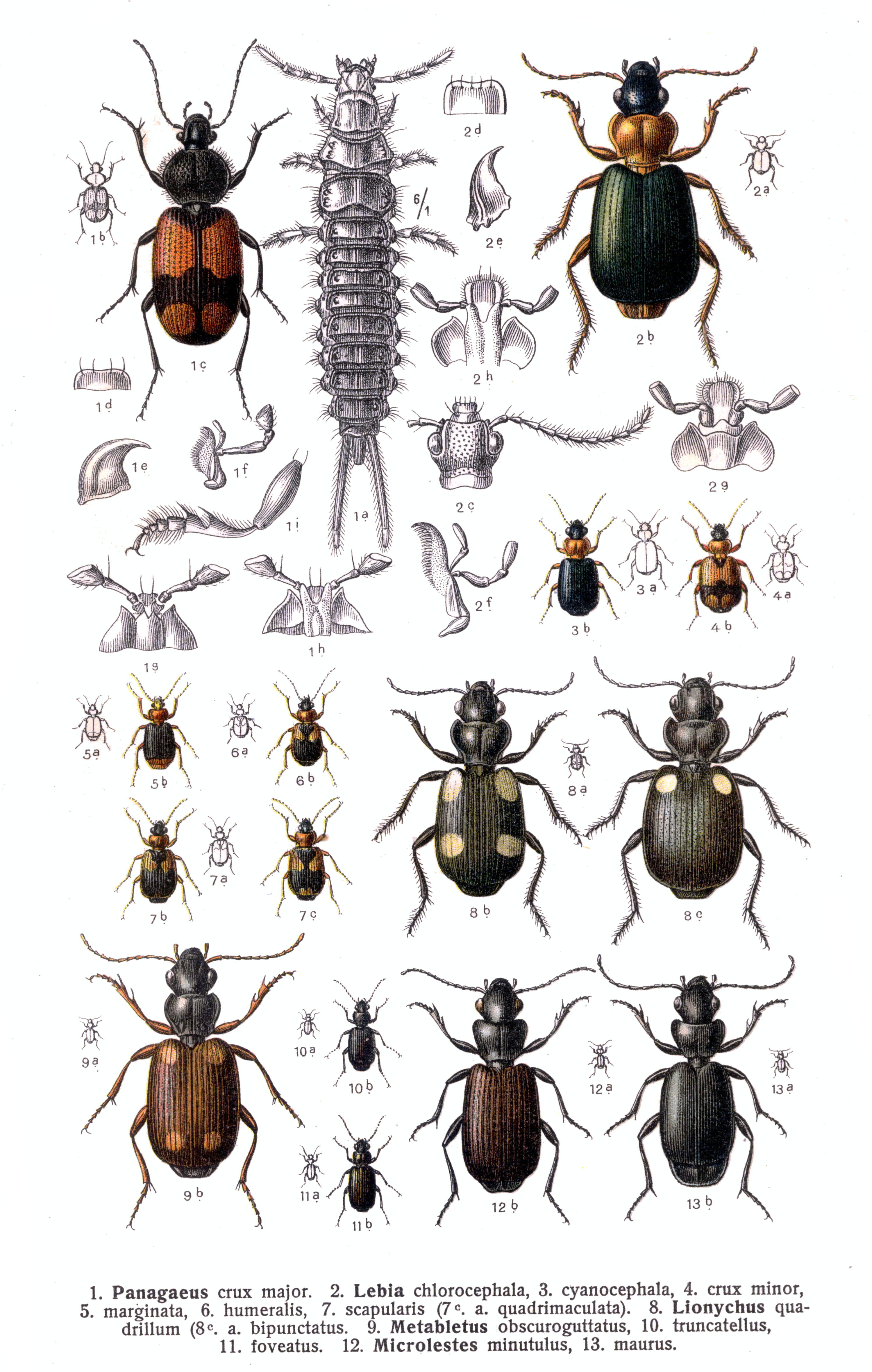
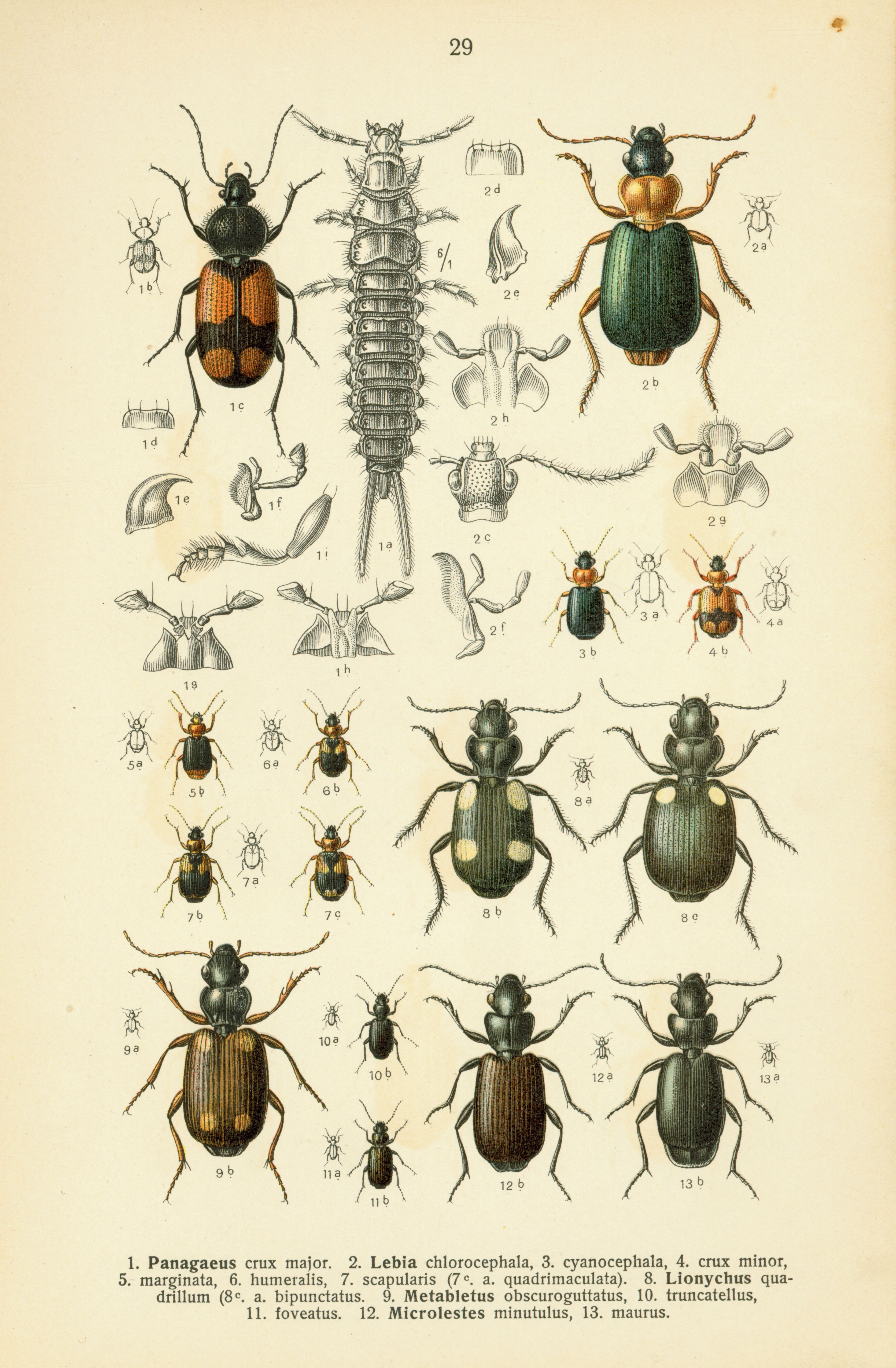